# 維克托 (蒙大拿州)
維克托（英語：Victor）是位於美國蒙大拿州拉瓦利縣的普查規定居民點。

## 歷史
維克托的郵局於1881年成立，1882年關閉後於1883年重啟，營運至今。

## 人口
根據2020年美國人口普查的數據，維克托的面積為1.16平方千米，皆為陸地。當地共有人口789人，而人口密度為每平方千米680.17人。